# Torsten Miksch
Torsten Miksch (* 1. Februar 1965 in Merseburg; † 14. Mai 2017) war ein deutscher Politiker (DVU, Vereinigte Rechte). Er war von 1998 bis 2002 Mitglied des Landtags von Sachsen-Anhalt.

## Ausbildung und Leben
Torsten Miksch besuchte von 1971 bis 1981 die POS und machte von 1981 bis 1983 eine Lehre als Zimmermann. Nach dem Abschluss mit Gesellenbrief arbeitete er als Zimmermann in der Steinfelder Bau AG und war danach arbeitslos.
Torsten Miksch war verheiratet und hat drei Kinder. Er war wegen Tierquälerei vorbestraft.

## Politik
Torsten Miksch wurde bei der Landtagswahl in Sachsen-Anhalt 1998 über die Landesliste der DVU Sachsen-Anhalt in den Landtag gewählt. Im Landtag war er Mitglied des Ausschusses für Wohnungswesen, Städtebau und Verkehr. Im Februar 1999 trat er aus der Fraktion aus und blieb als fraktionsloses Mitglied im Landtag. Im April 1999 trat er der Vereinigten Rechten (VR) bei und wurde deren Landesbeauftragter. Bei der VR handelte es sich um eine Kleinpartei, die hauptsächlich aus ehemaligen Mitgliedern der Deutschen Liga für Volk und Heimat (DLVH) und der verbotenen Freiheitlichen Deutschen Arbeiterpartei (FAP) bestand. Im September 2001 hob der Ältestenrat des Landtags Mikschs Immunität als Abgeordneter auf, da die Staatsanwaltschaft Halle wegen illegalen Waffenbesitzes gegen ihn ermittelte. Zur Landtagswahl 2002 trat er nicht mehr an.